# Coussarea leptopus
Coussarea leptopus är en måreväxtart som beskrevs av Johannes Müller Argoviensis. Coussarea leptopus ingår i släktet Coussarea och familjen måreväxter. Inga underarter finns listade i Catalogue of Life.